# Ляцьк
Ляцьк (пол. Lack) — село в Польщі, у гміні Ганна Володавського повіту Люблінського воєводства. Населення — 201 особа (2011).

## Історія
1795 року в селі зведено греко-католицьку церкву.
За даними етнографічної експедиції 1869—1870 років під керівництвом Павла Чубинського, у селі проживали лише греко-католики, які розмовляли українською мовою.
28 червня 1938 року польська влада в рамках великої акції руйнування українських храмів на Холмщині і Підляшші знищила місцеву православну церкву.
У 1943 році в селі мешкало 318 українців та 148 поляків.
У 1944 році, вже за радянської окупації, мешканці села зверталися до влади з проханням відкрити українську школу, на що з формальних причин отримали відмову.
У 1947 році в рамках операції «Вісла» із села було виселено 120 українців.
У 1975—1998 роках село належало до Білопідляського воєводства.

## Населення
Демографічна структура станом на 31 березня 2011 року:
|          | Загалом | Допрацездатний вік | Працездатний вік | Постпрацездатний вік |
| -------- | ------- | ------------------ | ---------------- | -------------------- |
| Чоловіки | 94      | 15                 | 68               | 11                   |
| Жінки    | 107     | 20                 | 55               | 32                   |
| Разом    | 201     | 35                 | 123              | 43                   |